# Virginia 500 1956
Virginia 500 1956 var ett stockcarlopp ingående i Nascar Grand National Series (nuvarande Nascar Cup Series) som kördes 20 maj 1956 på den 0,5 mile (804,672 meter) långa ovalbanan Martinsville Speedway i Ridgeway söder om Martinsville i Virginia. Totalt avverkades 250 miles (402,336 km) fördelat på 500 varv. Banunderlaget var asfalt på rakorna och betong i kurvorna. Loppet vanns av Buck Baker i en Dodge på tiden 4:06.07 körande för Carl Kiekhaefer. Pearsons snitthastighet var 60,824 mph. Prispotten uppgick till 10 275 dollar, varav 3 100 dollar gick till segraren.

## Resultat
| Plc     | Nr  | Förare           | Team/ bilägare       | Konstruktör | Start | Varv | Ledda varv |
| ------- | --- | ---------------- | -------------------- | ----------- | ----- | ---- | ---------- |
| 1       | 502 | Buck Baker       | Carl Kiekhaefer      | Dodge       | 1     | 500  | 125        |
| 2       | 500 | Speedy Thompson  | Carl Kiekhaefer      | Dodge       | 2     | 500  | 259        |
| 3       | 42  | Lee Petty        | Petty Enterprises    | Dodge       | 5     | 497  | 0          |
| 4       | 3   | Paul Goldsmith   | Smokey Yunick Racing | Chevrolet   | 8     | 496  | 0          |
| 5       | 2   | Gwyn Staley      | Hubert Westmoreland  | Chevrolet   | 9     | 491  | 0          |
| 6       | X   | Rex White        | Max Welborn          | Chevrolet   | 7     | 483  | 0          |
| 7       | 418 | Sherman Utsman   | i.u.                 | Chevrolet   | 19    | 477  | 0          |
| 8       | 14  | Billy Myers      | Stroppe Motorsports  | Mercury     | 13    | 475  | 0          |
| 9       | 91  | Jack Smith       | Ted Chester          | Chevrolet   | 21    | 475  | 0          |
| 10      | 12  | Ralph Moody      | DePaolo Engineering  | Ford        | 15    | 467  | 0          |
| 11      | 19  | Harvey Henderson | Harvey Henderson     | Ford        | 33    | 464  | 0          |
| 12      | 55  | Tiny Lund        | A.L. Bumgarner       | Pontiac     | 22    | 463  | 0          |
| 13      | 7A  | Bobby Johns      | Shorty Johns         | Chevrolet   | 6     | 458  | 0          |
| 14      | 240 | Reitzel Darner   | Rat Garner           | Ford        | 34    | 441  | 0          |
| 15      | 1   | Bobby Myers      | i.u.                 | Chevrolet   | 12    | 436  | 0          |
| 16      | 22  | Fireball Roberts | DePaolo Engineering  | Ford        | 18    | 435  | 0          |
| 17      | 16  | Ray Chaike       | Gus Holzmueller      | Chevrolet   | 30    | 430  | 0          |
| 18      | 9   | Pee Wee Jones    | i.u.                 | Ford        | 25    | 419  | 0          |
| 19      | 211 | George Cork      | i.u.                 | Plymouth    | 32    | 405  | 0          |
| 20      | 92  | Herb Thomas      | Herb Thomas Racing   | Chevrolet   | 3     | 377  | 116        |
| 21      | 209 | Pete Stewart     | Pete Stewart         | Plymouth    | 29    | 356  | 0          |
| 22      | 18  | Arden Mounts     | Arden Mounts         | Pontiac     | 28    | 338  | 0          |
| 23      | 285 | Don Carr         | Jim Stephens         | Pontiac     | 10    | 304  | 0          |
| 24      | 150 | Fred Lorenzen    | Fred Lorenzen        | Chevrolet   | 14    | 293  | 0          |
| 25      | 75  | Jim Paschal      | Frank Hayworth       | Mercury     | 4     | 293  | 0          |
| 26      | 59  | Blackie Pitt     | Brownie Pitt         | Buick       | 31    | 252  | 0          |
| 27      | 286 | Cotton Owens     | Jim Stephens         | Pontiac     | 7     | 243  | 0          |
| 28      | 32  | Ted Cannady      | Ted Cannady          | Chevrolet   | 24    | 156  | 0          |
| 29      | 204 | Darvin Randahl   | Darvin Randahl       | Ford        | 23    | 149  | 0          |
| 30      | 11  | Tim Flock        | Mauri Rose           | Chevrolet   | 16    | 69   | 0          |
| 31      | 264 | Johnny Allen     | Spook Crawford       | Plymouth    | 26    | 37   | 0          |
| 32      | 35  | Joe Bill O'Dell  | Joe Gilliam          | Rambler     | 35    | 37   | 0          |
| 33      | 95  | Bob Duell        | Julian Buesink       | Ford        | 20    | 29   | 0          |
| 34      | 195 | Jim Rhoades      | i.u.                 | Packard     | 27    | 25   | 0          |
| 35      | 6   | Ralph Liguori    | Ralph Liguori        | Dodge       | 17    | 8    | 0          |
| Källor: |     |                  |                      |             |       |      |            |